# 분 (수)
분(分) 또는 푼은 1/10을 나타내는 한자 숫자이고 10을 의미하는 십(十)의 역수이다.
일본 에도 시대에 비율의 기본 단위는 1/10을 나타내는 할(割)이었다. 이는 현대의 1/100을 단위로 하는 퍼센트와 유사하다. 예를 들어 3.26 치(寸)는 '3치 2분 6리' 로 부르듯이 3.26 할은 '3할(割) 2푼(分) 6리(厘)' 로 불리었다. 이 방법이 현대에 와서 할이 1/10, 푼이 1/100을 표현하게 되었다. 그러나 비율을 말할 때 푼(分), 리(厘)는 원래 1/10 할, 1/100 할을 뜻한다. 비율을 나타내는 할푼리는 개화기 때에 우리나라에 전래되었다고 한다.
'분'이 쓰인 관용어구로 "실력을 십분 발휘하다"가 있다. 여기서 '십분(十分)'은 충분히를 뜻하며 100%의 의미가 된다. '팔구분(八九分)'은 열에서 여덟이나 아홉을 의미하며 '칠푼이'나 '팔푼이'도 '푼'이 사용된 말이다. 9부 능선이라는 말이 쓰이는데 부는 분(分)의 일본어 발음이며 9부는 90%를 의미한다.

## 기타
인도네시아의 루피아(IDR)는 한국 돈으로 0.1원(10전)이 조금 덜 된다.
도량형에서 가장 작은 단위의 1/10을 의미했다. 예를 들어 길이의 단위로 쓰일 때 1 치 = 10푼이었다.
와이어나 볼트 등의 치수에서 야드 파운드 법의 0.125 인치(1/8")의 단위로 사용되는 경우가 있었다. 1/8"은 3.175 밀리미터로 척관법 분(分)에 가까운 길이였기 때문에 일본에서는 편의상 부(分,ぶ)로 나타내는 경우가 있었다. 예를 들어 3/8"를 3分으로 나타냈고 일본 발음의 영향으로 3/8" 볼트를 속칭 삼부 볼트라 부르는 원인이 되었다.
시간의 분, 각도의 분과는 유래가 다르다.

## 같이 보기
- 명수법
- 작은 수의 이름
- 할푼리

## 참고 문헌
- 네이버 캐스트